# Islands (Mike Oldfield)
Islands è un album di studio di Mike Oldfield pubblicato il 7 settembre 1987 da Virgin Records in formato LP, CD e musicassetta.

## Il disco
Tutti i testi e le musiche sono di Mike Oldfield. La traccia Islands è cantata da Bonnie Tyler, Flying Start da Kevin Ayers, Magic Touch da Jim Price, North Point, The Time Has Come e When the Night's on Fire sono cantate da Anita Hegerland.

## Tracce
1. The Wind Chimes Parts One & Two – 21:47
2. Islands – 4:20
3. Flying Start – 3:37
4. North Point – 3:33
5. Magic Touch – 4:14
6. The Time Has Come – 3:55
7. When the Night's on Fire – 6:40